# Prossotsani
Prossotsani (tiếng Hy Lạp: ?) là một khu tự quản ở vùng Đông Makedonías-Thrace, Hy Lạp. Khu tự quản Prossotsani có diện tích 482 km², dân số theo điều tra ngày 18 tháng 3 năm 2001 là 15531 người.